# Förintelsekonferensen i Stockholm 2000

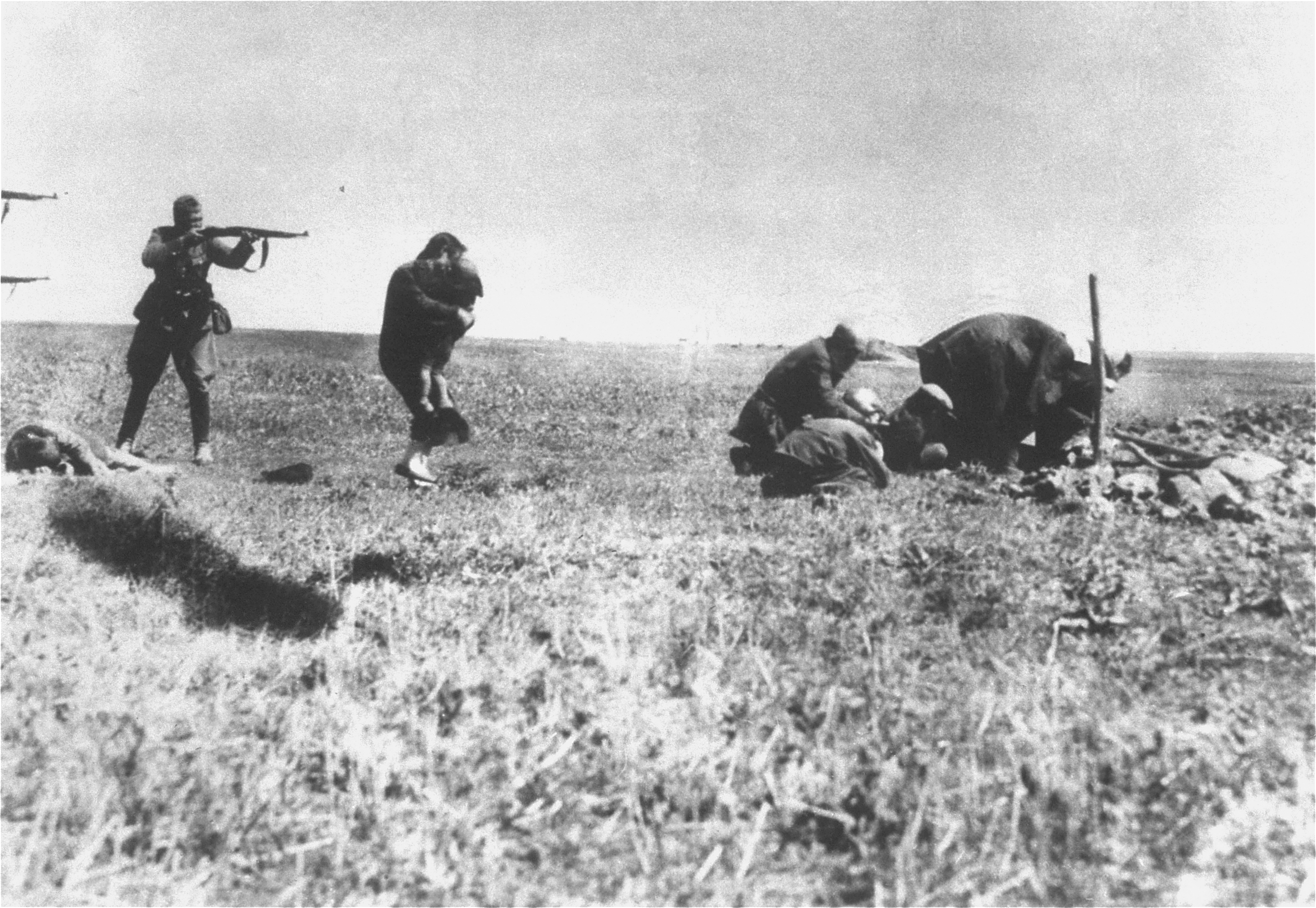
Förintelsen under andra världskriget.

Förintelsekonferensen i Stockholm 2000 var en internationell konferens om Förintelsen som 26–28 januari år 2000 hölls i Stockholm i Sverige. Sveriges dåvarande statsminister Göran Persson stod som värd. Den ledde till antagandet av Stockholmsdeklarationen där det fastslogs att Förintelsen aldrig får glömmas.

## Säkerhet
Säkerhetspådraget uppskattades till det största sedan Olof Palmes begravning i mars 1986.